# Liste der Monuments historiques in Ochey
Die Liste der Monuments historiques in Ochey führt die Monuments historiques in der französischen Gemeinde Ochey auf.

## Liste der Objekte
| Bezeichnung                | Beschreibung                                     | Standort                        | Kennzeichnung | Schutzstatus | Datum | Bild |
| -------------------------- | ------------------------------------------------ | ------------------------------- | ------------- | ------------ | ----- | ---- |
| Taufbecken                 | mit Deckel; Stein, Holz, 15. und 16. Jahrhundert | in der Kirche St-Maurice (Lage) | PM54001762    | Inscrit      | 2005  |      |
| Skulptur Madonna mit Kirnd | Stein, 18. Jahrhundert                           | in der Kirche St-Maurice (Lage) | PM54001761    | Inscrit      | 2005  |      |